# Словечанська вулиця
Словеча́нська ву́лиця — вулиця у Солом'янському районі міста Києва, місцевість Совки. Пролягає від вулиці Федьковича (двічі).

## Історія
Вулиця утворилася у 50-х роках ХХ століття під назвою Нова. Сучасна назва — з 1958 року.